# Ossi (Włochy)
Ossi – miejscowość i gmina we Włoszech, w regionie Sardynia, w prowincji Sassari.
Według danych na rok 2019 gminę zamieszkiwało 5639 osób, 187 os./km². Graniczy z Cargeghe, Florinas, Ittiri, Muros, Sassari, Tissi i Usini.